# Garcinia rubrisepala
Garcinia rubrisepala är en tvåhjärtbladig växtart som beskrevs av Y.H. Li. Garcinia rubrisepala ingår i släktet Garcinia och familjen Clusiaceae. Inga underarter finns listade i Catalogue of Life.